# Riedkije Dubki
Riedkije Dubki (ros. Редкие Дубки) – osiedle typu wiejskiego w zachodniej Rosji, w sielsowiecie romanowskim rejonu chomutowskiego w obwodzie kurskim.

## Geografia
Miejscowość położona jest 1,5 km od centrum administracyjnego sielsowietu romanowskiego (Romanowo), 7,5 km od centrum administracyjnego rejonu (Chomutowka), 110 km od Kurska.
W granicach miejscowości znajduje się ulica Lesnaja.

## Demografia
W 2010 r. miejscowość zamieszkiwało 10 osób.